# Савельево (городской округ Истра)
Савельево — деревня в составе сельского поселения Ядроминское Истринском районе Московской области. Население — 231 чел. (2010).
день сельского поселения 21.09.1867г

## История
В статье «Волость Воиничи по писцовой книге 1567-69 г.», Лелецкий В. В., ссылаясь на историка М. К. Любавского сообщает об возможно известных второму грамотах XV и начала XVI века, в которых указана деревня Корость была Савельевского села, и сейчас существующего в верховьях реки Маглуши. Таким образом можно заключить, что Савельево входило когда то в состав волости Войничи.
В 1814 году в селе была построена каменная церковь Рождества Богородицы, уничтоженная в 1941 году.
Согласно Справочной книжке Московской губернии 1890 года село Савельево относилось к Васильевской волости Рузского уезда Московской губернии. В селе проживало 169 человек, имелись земское училище (попечитель — действительный статский советник — Сергей Сергеевич Румянцев) и училище воспитательного дома (учитель — Михаил Егорович Серебров).

## Население
| 2002 | 2006 | 2010 |
| ---- | ---- | ---- |
| 231  | ↗303 | ↘231 |

## Известные люди
В селе родился революционер И. Р. Романов.